# Manuel Matarrita
Manuel Matarrita Venegas (nacido el 8 de diciembre de 1972, San José) es un pianista costarricense reconocido en su país por su trabajo como solista y pianista acompañante. Su trabajo lo ha llevado a interpretar en diversas salas no solo en Costa Rica, sino también en Estados Unidos, España, Serbia, Cuba, México, Guatemala, El Salvador, Nicaragua, Panamá, Colombia, Perú y Brasil.

## Carrera profesional
Matarrita realizó sus estudios en la Universidad de Costa Rica donde sacó el grado en Licenciatura en Música. Después de esto, viajó a Estados Unidos donde obtuvo los grados de Maestría en música en la University of New Orleans y de Doctorado en Artes Musicales en la Universidad d. También realizó estudios de posgrado en Gestión Cultural y Comunicación en la Facultad Latinoamericana de Ciencias Sociales.
Después de concluir sus estudios de posgrado, regresó a la Universidad de Costa Rica donde se desempeñó como pianista solista, acompañante y profesor. Desde el año 2006 se desempeña como pianista oficial del "Concurso Internacional de Canto Ciudad de Trujillo" en Perú. Asimismo ha participado como solista con la Orquesta Sinfónica Nacional de Costa Rica,  y a nivel internacional con la Orquesta Juvenil de El Salvador, la Orquesta Filarmónica de Medellín, la Orquesta de Bellas Artes de Cali, la sinfónica de Washburn, la Orquesta Filarmónica de la Universidad Estatal de Luisiana, la Sinfónica de Aurora, entre otras orquestas.[cita requerida]
Fue galardonado en el 2012 y en el 2015 con el Premio Nacional de Música otorgado por el Ministerio de Cultura y Juventud de Costa Rica.[cita requerida]
En el 2006 publicó la antología “Canciones populares costarricenses”, y en el 2012 el disco compacto “Una milpa y buenos güeyes” que contiene obras seleccionadas para piano de autores de su país.[cita requerida]
Actualmente es catedrático en la Escuela de Artes Musicales de la Universidad de Costa Rica y se  su Director.